# Estação Ecológica Águas de Cuiabá
A Estação Ecológica Águas do Cuiabá, antigo Parque Estadual das Águas do Cuiabá, é uma estação ecológica do estado de Mato Grosso, Brasil, uma unidade de conservação totalmente protegida no bioma cerrado. Houve polêmica sobre a aquisição de terreno para ampliação da área da unidade quando ela foi transformada em estação ecológica.

## Localização
A estação ecológica abrange partes dos municípios de Nobres (82%) e Rosário Oeste (18%) no estado de Mato Grosso. Possui uma área de 11 328 hectares. Está inserido na Área de Proteção Ambiental Cabeceiras do Rio Cuiabá. Está no bioma cerrado, com cerca de 57% de formações pioneiras de contato com savana e 43% de savana.

## História
O Parque Estadual Águas do Cuiabá foi criado em 10 de junho de 2002. O rio Cuiabá estava muito contaminado com lixo e esgoto bruto. A criação do parque pelo governador Rogério Salles fez parte de um programa para melhorar a qualidade da água.
O parque estadual tinha uma área de 10 600 hectares. O parque era administrado pela Secretaria de Estado do Meio Ambiente de Mato Grosso. O objetivo era garantir a proteção dos recursos hídricos e a viabilidade da movimentação de espécies da fauna nativa, preservar amostras significativas dos ecossistemas da área e proporcionar oportunidades controladas de uso público, educação e pesquisa científica.
O parque estadual foi reclassificado como estação ecológica em 13 de novembro de 2014, com limites redefinidos, cobrindo agora 11 328 hectares. O decreto foi feito pelo governador Silval Barbosa nos últimos dias de sua gestão. Foi acrescentada uma área de 727,9 hectares de propriedade do médico Filinto Correa da Costa. O valor do pequeno acréscimo era questionável, pois ficava abaixo e não acima do parque, e continha apenas uma nascente. Uma auditoria subsequente encontrou diversas irregularidades na compra. O proprietário sugeriu a desapropriação, a área foi superestimada em quarenta hectares e a indenização de 7 milhões de reais foi baseada em uma avaliação de mais que o dobro dos preços de mercado.